# 乙酰丙酮铬 (消歧义)
乙酰丙酮铬（英语：Chromium acetylacetonate）可能指：
- 乙酰丙酮铬(II)，Cr(C5H7O2)2，通常叫做乙酰丙酮亚铬，别名二乙酰丙酮铬
- 乙酰丙酮铬(III)，Cr(C5H7O2)3，通常叫做乙酰丙酮铬，别名三乙酰丙酮铬

|  | 这个同类索引页列出了具有相同或相似标题的化学条目。 除非您是有意链接至本页，否则应将相应条目的内部链接指向正确的条目。 |